# Louise-Schroeder-Platz
Der Louise-Schroeder-Platz liegt in Berlin-Wedding an der Kreuzung Seestraße / Reinickendorfer Straße (B 96) / Osloer Straße. Der zweigliedrige Platz ist durch die B 96 getrennt und umfasst eine Fläche von insgesamt 8078 m².
Westlich des Platzes liegt ein Sport- und Freizeitzentrum, zu dem neben der 1957 erbauten Louise-Schroeder-Sporthalle das 1980/1981 fertiggestellte Kombibad Seestraße gehört.

## Geschichte
Im Hobrecht-Plan von 1862 war der heutige Louise-Schroeder-Platz sternförmig als Platz H, Abt. X/2 konzipiert worden. Anlässlich des Besuchs von König Oskar II. von Schweden erhielt der Platz 1905 den Namen Oskarplatz, wie auch viele Straßen der Umgebung (so auch die anliegende Christianiastraße, jetzt: Osloer Straße) Namen mit Bezug auf Skandinavien erhielten.
Im Jahr 1923 wurde von Rudolf Germer eine gärtnerische Schmuckanlage angelegt, da bis dato nicht verhindert werden konnte, dass „wilde Fuhrwerke“ Müll und dergleichen auf dem Platz abluden. Germer wählte eine symmetrische Gliederung durch Hecken und gestaltete streng architektonisch angeordnete Schmuckbeete sowie Sitznischen und Rosenbögen. Zusammen mit dem Wasserbecken im östlichen Bereich ist diese Gestaltung bis heute im Wesentlichen erhalten geblieben.
Nach Instandsetzung des weitgehend unbeschädigten Platzes im Jahr 1949 wurde er am 4. Juni 1958 vom damaligen Regierenden Bürgermeister Willy Brandt nach Louise Schroeder, der ersten Oberbürgermeisterin der Nachkriegszeit, benannt.
Da der Platz in den letzten Jahrzehnten zunehmend heruntergekommen ist, soll er in den Jahren 2017/2018 für 920.000 Euro saniert werden.  Dabei sind im Wesentlichen die Herstellung neuer Wege- und Platzflächen aus wassergebundener Wegedecke, Mosaikpflaster und Granitplatten sowie das Anlegen neuer Rasen- und Gehölzflächen vorgesehen, sowie die Sanierung der Teichanlage. Das Ende der letzten Arbeiten ist für Oktober 2018 geplant.[veraltet]

Historische Bilder
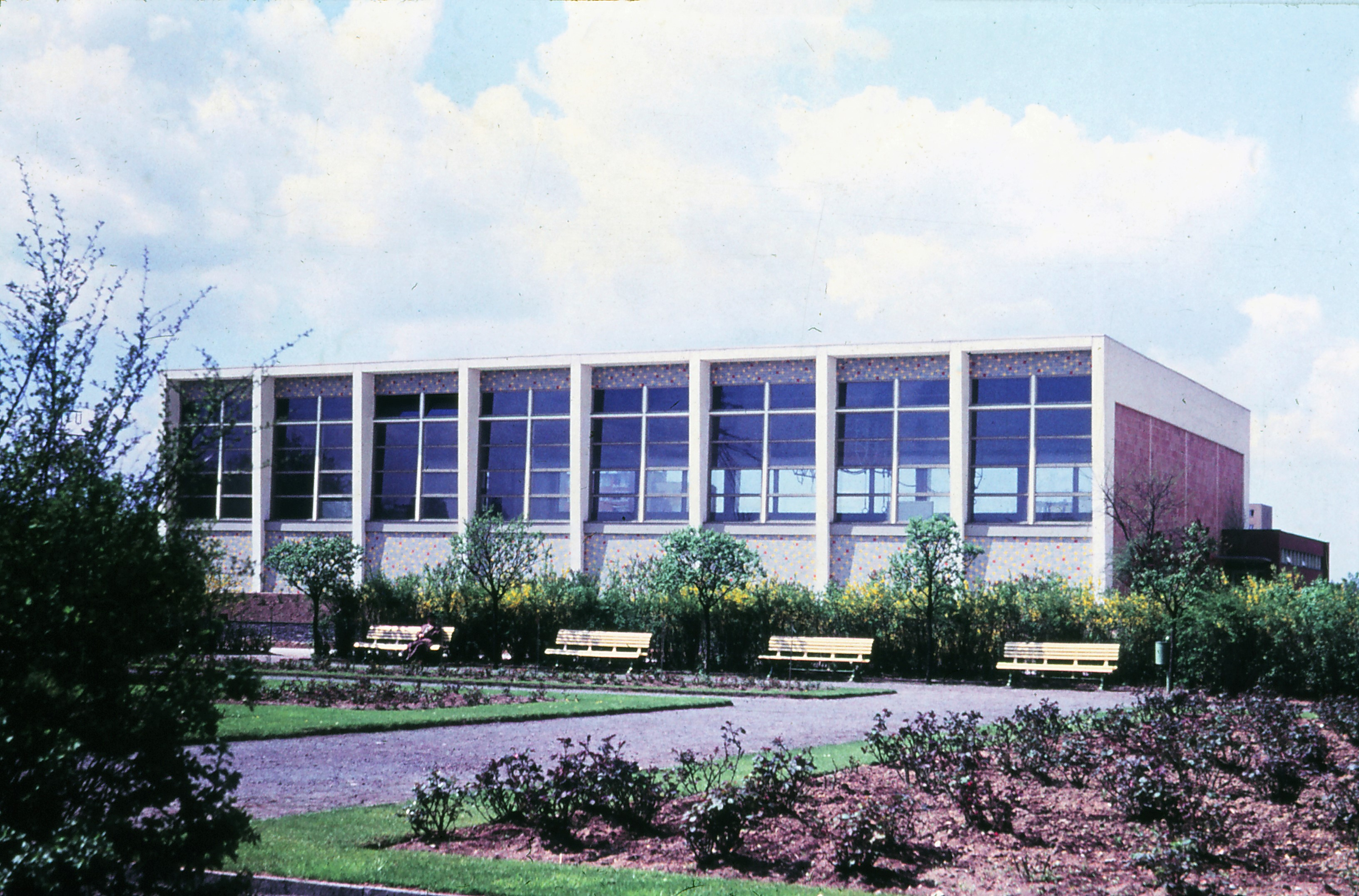
Louise-Schroeder-Sporthalle 1958
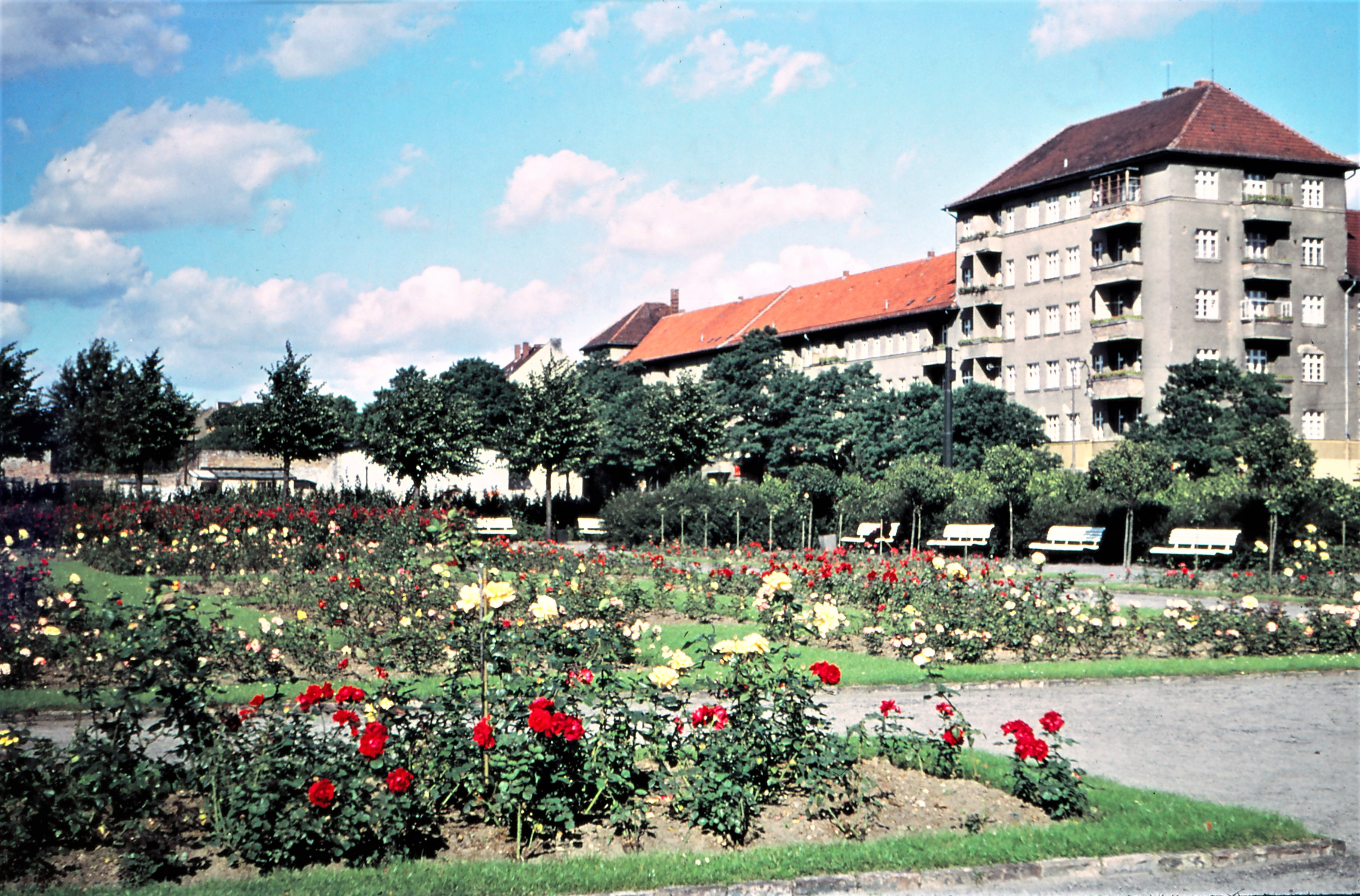
Louise-Schroeder-Platz 1958